# طریقت صفویه

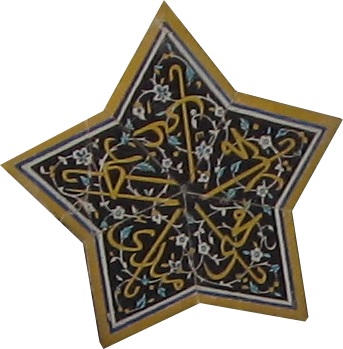
ستاره صفوی از نمادهای صفویان

طریقت صفویه یک طریقت صوفیانه بود که توسط شیخ صفی‌الدین اردبیلی در اردبیل بنیان نهاده شد. این طریقت در طول سده‌های چهاردهم و پانزدهم میلادی و پس از چهار نسل، به جایگاه برجسته‌ای در جامعهٔ شمال غربی ایران رسید و یک‌بار تغییر مذهب و تغییر مشی داد. با این حال، امروزه بیشتر به دلیل دودمان صفوی که مرشدان این طریقت از آن بودند و به مدت دو قرن بر ایران صفوی حکومت کردند، شناخته می‌شود.
طریقت صفوی از طبقات گوناگون مریدان و خلفا تشکیل شده بود. بالاترین مقام در این طریقت مرشد کامل بود که رهبری آن را بر عهده داشت. این طریقت از زمان شیخ جنید به یک فرقهٔ سیاسی تبدیل شد. دو تن از رهبران آن یعنی شیخ جنید و پسرش شیخ حیدر این طریقت را ستیزه‌جویانه کردند که منجر به چهار دهه جنگ و درگیری آن با حکومت‌های آن زمان یعنی شروانشاهان، آق‌قویونلوها و عثمانی شد.

## تاریخچه

### آغاز

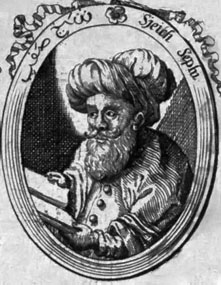
یک نگارهٔ سده هفدهمی از شیخ صفی‌الدین اردبیلی

آغار طریقت صفویه با داستان زندگی شیخ صفی‌الدین اردبیلی گره خورده است. شیخ صفی‌الدین به سال ۶۵۰م/۱۲۵۲ق در اردبیل به دنیا آمد و در جوانی به دنبال یافتن مرشد توانایی برای پاسخ به پرسش‌ها و ارضاء حالات عرفانی‌اش، راهی شد. او در سال ۶۷۵م/۱۲۷۶ق به ملاقات شیخ زاهد گیلانی در گیلان رفت و به طریقت زاهدیه او پیوست. صفی‌الدین از ابتدا مورد توجه و لطف شیخ زاهد قرار گرفت و به سرعت به نزدیک‌ترین مرید او تبدیل شد؛ تا جایی که شیخ زاهد دخترش را به ازدواج او در آورد و در کهنسالی، ریاست طریقتش را نیز به او سپرد. پس از رسیدن شیخ صفی‌الدین به رهبری طریقت زاهدیه، نام این طریقت، هم‌نام با او، به «طریقت صفویه» تغییر کرد و دوران جدیدی از ترویج و پیشبرد فعالانه این فرقهٔ تازه شروع شد که چیزی را که پیشتر طریقتی صوفیانه و با اهمیت صرفاً محلی بود، به نهضتی مذهبی تبدیل کرد که نفوذ آن در تمام ایران غربی گسترش یافت.
با اینکه تا پیش از آن رهبری طریقت به شخص برگزیدهٔ مرشد محول می‌شد، پس از شیخ صفی‌الدین رابطهٔ نَسَبی (پدر–فرزندی) در این امر برقرار شد. تصمیم شیخ صفی‌الدین مبنی بر حفظ طریقت صفویه در خاندان خود، آشکار می‌سازد که او از همان ابتدا بر آن بوده که از این طریقت همچون نردبانی برای رسیدن به قدرت سیاسی استفاده کند. شیخ صفی‌الدین در ۱۲ سپتامبر ۱۳۳۴م/۱۲ محرم ۷۳۵ق درگذشت و پیش از مرگ پسر دومش صدرالدین موسی را به جانشینی طریقت و ادارهٔ املاک خود برگزید. از آنجا که برادران بزرگ و کوچک صدرالدین پیش از آن بدون اولادی فوت کرده بودند، صدرالدین نه تنها وارث معنوی پدرش شیخ صفی‌الدین، بلکه تنها وارث دارایی‌های او نیز شد. دوران بسیار طولانی ۵۸ ساله ریاست شیخ صدرالدین (۹۱–۱۳۳۴م/۹۳–۷۳۵ق) شاهد یک واقعهٔ مهم در این خاندان یعنی بنای آرامگاه شیخ صفی‌الدین اردبیلی بود که در اردبیل آغاز شد و در طول ده سال زیر نظر او پایان گرفت. شیخ صدرالدین کوشش‌های پدرش را برای برای گسترش تبلیغات مذهبی طریقت دنبال کرد و بسیاری از امرای ایلخانی و اشراف مغول در شمار مریدان مشایخ اردبیل در آمدند.
شیخ صدرالدین حمایت امرای مغول را به دست آورد و همو بود که سازمان بنیادین طریقت صفوی را پایه‌ریزی کرد. از همان زمان شبکهٔ تبلیغاتی آن طریقت از آذربایجان تا آناتولی شرقی بسط پیدا کرده بود و بسیاری از افراد قبایل گله‌دار ترکمان که در آن نواحی ساکن بودند، بدان پیوسته بودند. شیفتگی و سراسیمگی قبایل متعدد ترکمان به مشایخ صفوی بر دعوی این شیوخ به «سیادت و ارتباط با ائمهٔ دین و حتی حلول جوهر الهی در آنان و شایستگی‌شان برای ریاست بر امت محمدی» مبتنی بود. رسیدن شیخ صدرالدین به مقام رهبری طریقت با از هم پاشیدن امپراتوری ایلخانی مقارن بود و بالطبع آشوب‌های سیاسی در این دوره اثرات نامطلوبی بر مشایخ صفوی در اردبیل گذاشت. در نواحی دریاچه وان قدرت اتحادیه قبایل ترکمان قره‌قویونلو رو به افزایش بود. با وجود ستیزها و آزارهای فراوان شیخ صدرالدین و روحانیون توسط ملک اشرف جلایری، شیخ صدرالدین مورد لطف و مرحمت جانی بیگ محمود، خان اردوی زرین قرار گرفت. شیخ صدرالدین در سال ۱۳۹۱م/۷۹۳ق درگذشت و همچون پدرش در زیارتگاه اردبیل به خاک سپرده شد. او نیز پیش از مرگ، پسرش خواجه علی را به عنوان جانشین و نایب خود برگزیده بود.

### تداوم

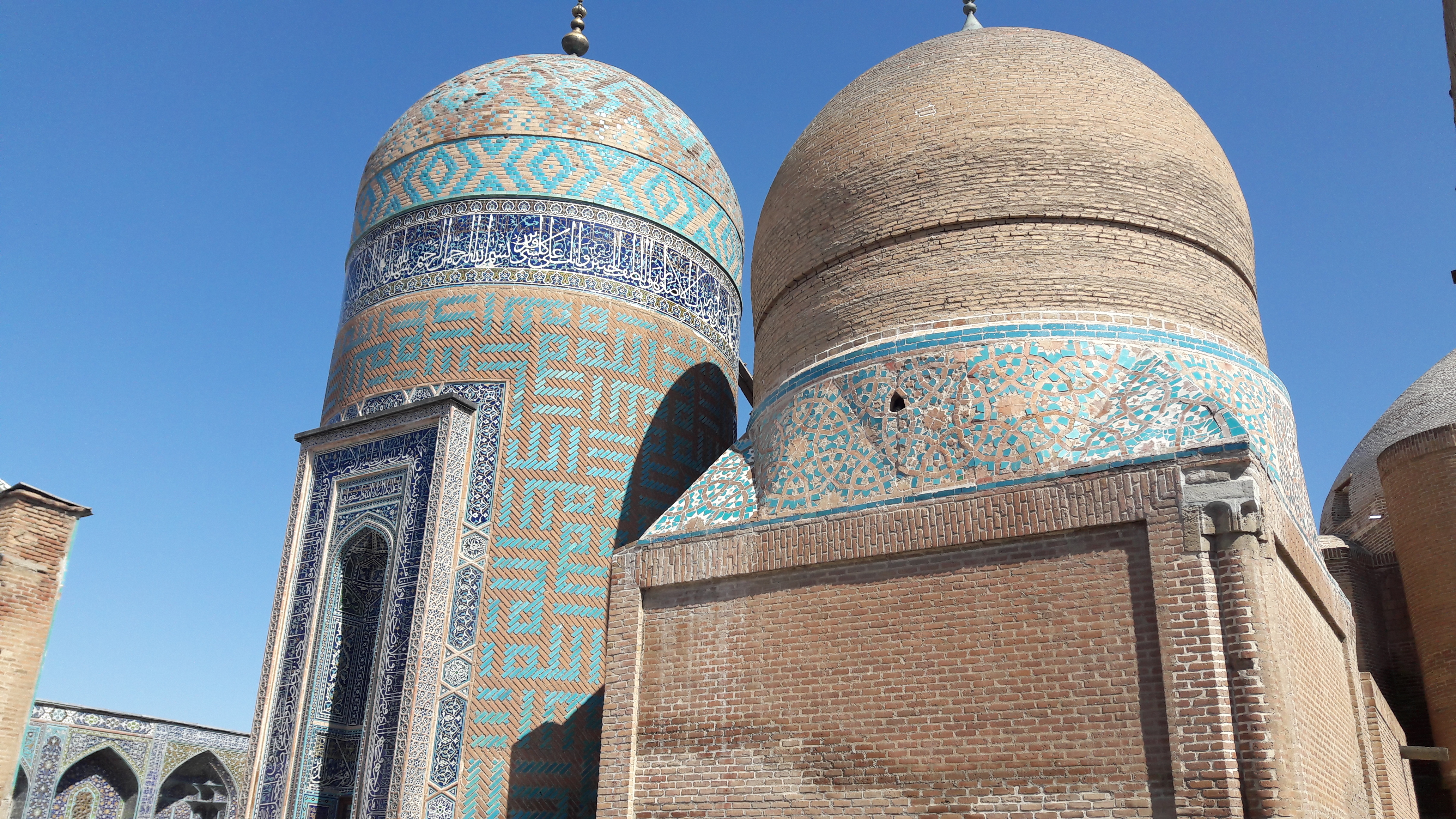
نمایی از آرامگاه شیخ صفی‌الدین اردبیلی

تحت رهبری ۳۶ سالهٔ شیخ خواجه علی (۱۳۹۱–۱۴۲۷م/۷۹۳–۸۳۰ق) تعالیم نیمه مخفی طریقت صفویه، آشکارا ماهیت شیعی به خود گرفت. برخی مورخان چون احمد کسروی، داستان سه‌بار ملاقات خواجه علی با تیمور لنگ را ساختگی و مردود دانسته‌اند. بنابر روایت سنتی صفویه، خواجه علی تیمور را چنان تحت تأثیر خود قرار داد که او نیز به حلقهٔ مریدان طریقت وی در آمد و اسرایی را که در جریان حملاتش به عثمانی گرفته بود را تسلیم خواجه علی کرد. تیمور همچنین اراضی و دهات مجاور اردبیل را خرید و آنها را وقف مزار شیخ صفی‌الدین کرد، آن را بست اعلام داشت و تمام خراج آن ناحیه را به خاندان صفوی انتقال داد. گفته شده است که شاهرخ، پسر تیمور نیز احترام خواجه علی را مرعی می‌داشت. او در سال ۱۴۲۰م/۸۲۳ق در جریان لشکرکشی‌هایش علیه قره‌قویونلوها، وارد اردبیل شد و مزار شیخ صفی‌الدین را زیارت و از خواجه علی تبرک جست. با اینکه ابراز همدلی با احساسات مذهبی عوام از سیاست‌های شاهرخ بود، لیکن دیدار وی از خواجه علی به ویژه از آنجا که طریقت صفویه در آن زمان گرایش‌های آشکار شیعی داشت، جالب توجه است. پس از خواجه علی پسرش ابراهیم جانشین شد و تا هنگام مرگش در ۲۰ سال بعد (۱۴۴۷م/۸۵۱ق) رهبری طریقت را بر عهده گرفت. در مورد مسیر تحول طریقت صفویه در این دوره اطلاعات چندانی در دست نیست. آنچه آشکار است، این است که ابراهیم شبکهٔ هواخواهانی را فعالانه درگیر پیشبرد تبلیغات صفویه در آناتولی و دیگر نقاط بودند، حفظ و تقویت کرد. ابراهیم در رسیدگی به احوال فقرا و مستمندان حتی بر اجدادش نیز پیشی جست. در این زمان بقعهٔ صفی‌الدین به قدری غنی شده بود که در مطبخ‌های آن دیگ‌ها و آلات خوان طلا و نقره وجود داشت و شیخ چون پادشاهان روزگار می‌گذراند.

### جنگاوری
با رسیدن شیخ جنید فرزند ابراهیم به رهبری طریقت، نهضت صفویه باز وارد مرحلهٔ مهم دیگری در مسیر رسیدن به قدرت شد. جنید از همان ابتدا علائم آشکاری از تمایل به قدرت دنیوی و سلطنت از خود نشان داد و نخستین رهبر طریقت بود که لقب «سلطان» گرفت. او که دیگر به صرفاً قدرت معنوی راضی نبود، با تحریک‌کردن مریدانش به جهاد علیه کفار، روحیهٔ ستیزه‌جویی را در طریقت وارد ساخت. تحرکات جنید موجب سوءظن جهانشاه سلطان مقتدر قره‌قویونلو شد که جنید را با تهدید به ویران کردن اردبیل، از قلمرو خود اخراج کرد. به گفتهٔ راجر سیوری، در چرایی تنش میان طریقت صفویه و قره‌قویونلوها، علاوه تهدیدات نظامی، این طریقت رقیب آن قوم نیز محسوب می‌شد؛ زیرا اگرچه قره‌قویونلوها دارای عقاید رزمندهٔ شیعی نبودند، اما سعی در متحد کردن سران قوم بر پایهٔ عقاید شیعی داشتند. به هر روی، جنید توسط اوزون حسن پادشاه آق‌قویونلو و دشمن جهانشاه در پایتختش دیاربکر پناه داده شد. جنید سه سال در آنجا ماند و حتی با ازدواج با خدیجه بیگم خواهر اوزون حسن، اتحاد سیاسی خود با فرمانروای آق‌قویونلو را تحکیم کرد. تصمیم به اتحاد از دو طرف، بنا بر مصالح سیاسی و نظامی گرفته شده بود. در سال ۱۴۶۰م/۸۶۰ق جنید با نیرویی متشکل از ۱۰٬۰۰۰ نفر و احتمالاً با هدف فتح شیروان و تبدیل آن به پایگاهی برای تهاجمات بعدی به ایران، به آن سرزمین حمله کرد. این لشکرکشی او به شکست انجامید و جنید در همان سال مورد حملهٔ شیروانشاه قرار گرفت و به قتل رسید.
پس از مرگ جنید نهضت صفویه نه تنها تجزیه نشد، بلکه با جانشینی پسر او شیخ حیدر تلاش‌ها برای کسب قدرت شتاب بیشتری یافت. نخستین اقدام حیدر ادامهٔ اتحاد سیاسی و نظامی با آق‌قویونلوها بود که به‌خصوص با ازدواجش با عالم‌شاه بیگم دختر اوزون حسن و دسپینا خاتون مشخص شد. پس از به تخت نشستن سلطان یعقوب، حیدر آق‌قویونلوها را ترک گفت و او نیز مانند پدرش هم قدرت معنوی و هم قدرت دنیوی را به‌کار گرفت و چندی نگذشت که در پی برپایی قلمرویی برای خود شد. به باور پناهی سمنانی: «از همان زمان که شیخ حیدر عنوان سلطان اختیار کرد و به ایجاد نوعی انضباط نظامی در پیروان خویش و استوار ساختن روحیهٔ سلحشوری و جنگاوری در آن کوشش کرد و کلاه قزلباش را به نشانهٔ شعاری برای خود و پیروانش ترتیب داد، شکوه سلطنت جای خود را در اهداف صوفیان باز کرد. این خودآرایی‌ها، جاذبهٔ قدرت کافی را برای ترکمانان طایفه‌های گوناگون در بر داشت تا به پشتوانهٔ آن، زیر یک لوا و شعاری واحد و با احساس یگانگی در رکاب مرشد کامل و در راه نشر تشیع شمشیر زده و جانبازی کنند.» شیخ حیدر نیز مانند پدرش برای شروع، با هدف کسب آمادگی پیروانش، به سرزمین چرکس‌ها و گرجی‌ها در مسیر شیروان لشکر کشید. اما این بار شیرواشاه فرخ یسار برای دفع او از سلطان یعقوب یاری طلبیید و ۴٬۰۰۰ سربازی که یعقوب برای او فرستاد، در شکست و قتل حیدر در ۱۴۸۸م/۸۹۴ق آن هم در فاصله کوتاهی از محل قتل پدرش جنید، نقشی اساسی داشت.
با اینکه طریقت صفویه برای دومین‌بار رهبر خود را در جنگ از دست داده بود، اما توان درونی آن طریقت باعث پیشرفت بدون وقفه‌اش شد. پس مرگ شیخ حیدر، بزرگ‌ترین پسرش علی جانشین او شد و با «پادشاه» خواندن خویش آرزوهای سیاسی صفویه را آشکارتر کرد. نگرانی‌های سلطان یعقوب که با مرگ شیخ حیدر موقتاً برطرف شده بود، با گزارش‌هایی مبنی بر اینکه علی درحال تدارک برای گرفتن انتقام مرگ پدر خود است، بار دیگر و به شکل شدیدتری ظاهر شد. سلطان یعقوب علی و دو برادر دیگرش و مادرشان را (که خواهر یعقوب نیز بود) دستگیر و در قعلهٔ اسطخر فارس محبوس کرد و زندگی علی تنها با وساطت مادرش نجات یافت. زمانی که سلطان یعقوب در سال ۱۴۹۰م/۸۹۶ق درگذشت که موجب تجزیه امپراتوری آق‌قویونلو شد، ورق برگشت و یکی از مدعیان سلطنت آق‌قویونلو به نام سلطان رستم، برادران صفوی را پس از چهار و نیم سال حبس آزاد کرد تا از قوای هواداران صفویان به نفع خود در مبارزه با رقیبانش استفاده کند. نیروهای علی نقشی حیاتی در غلبهٔ رستم بر رقیب اصلی او داشتند؛ اما یک سال بعد ۱۴۹۴م/۹۰۰ق رستم نیز از قدرت آشکار هواران صفویان به هراس افتاد و بار دیگر پسران حیدر را دستگیر و قصد جان علی را کرد. علی با گروه کوچکی از هفت تن از طرفداران فدایی طریقت که بعدها نقشی اساسی در به قدرت رسیدن صفویان داشتند و با نام «اهل اختصاص» شناخته می‌شدند، از اردوگاه رستم به سوی اردبیل گریخت. او که در راه نزدیکی مرگ خود را احساس کرده بود، برادر خردسالش اسماعیل را به عنوان جانشین و رئیس طریقت صفویه تعیین کرد و به او گفت: «می‌خواهم که خون مرا و جدت را از اولاد حسن پادشاه (اوزون حسن) بگیری و این قرعهٔ مراد به طالع فرخندهٔ تو افتاد، و زود باشد که از سوی گیلان با تیغ جهانگیری خروج کنی و به ضرب تیغ، زنگ کفر از روی گیتی برطرف کنی.»
شیوخ بازپسین صفوی تا عهد شاه اسماعیل یکم، در انتساب خود به سیادت و مذهب شیعه، دشواری‌های ناشی از واکنش‌های مختلف را در ارتباط با این جعل تاریخی پشت سر گذاشتند. به گفتهٔ ذبیح‌الله صفا: «این دعوی چنان در عهد قیام شاه اسماعیل مورد قبول پیروان او واقع شده بود که دیگر صفویان را در ادامهٔ این ادعای بی‌بنیاد، دچار هیچ‌گونه تردید و دودلی نمی‌کرد و حتی ادعای ارتباط مستقیم آنان در بیداری و خواب با حضرات ائمه را به آسانی محل قبول ترکان خوش‌باور سرخ کلاه می‌ساخت.»

### پادشاهی
گروه در نزدیکی اردبیل گرفتار سواران آق‌قویونلو شد و علی به قتل رسید؛ اما اسماعیل ۷ ساله جان سالم به در برد و نخست به مقبرهٔ صفی‌الدین پناه برد و سپس با کوشش فراوان فدائیان طریقت به دربار یک حکمران محلی گیلان در لاهیجان به نام کارکیا میرزا علی رسید و آنجا پناه داده شد. هستهٔ مرکزی طریقت صفوی در زمان کودکی و اختفای اسماعیل، شامل آموزگار رسمی یا سرپرست او، خلیفةالخلفا، یک ابدال، یک دده و یک خادم بود. در مدت نزدیک به پنج سالی که اسماعیل در لاهیجان در خفا به سر می‌برد، تماس نزدیک خود را با مریدانش در آناتولی، قفقاز جنوبی و آذربایجان حفظ کرد. در سال ۱۴۹۹م/۹۰۵ق اسماعیل حرکت خود را آغاز کرد و با پیروانش از لاهیجان روانهٔ اردبیل شد که در راه ۱٬۵۰۰ نفر از هواداران طریقت در سوریه و آسیای صغیر نیز به آنها پیوستند. پس از گذشت چند ماه، اسماعیل در ابتدا نه به آق‌قویونلوها، بلکه به شروانشاهان حمله کرد و در نزدیکی قلعهٔ گلستان ارتش شروانشاه فرخ‌یسار را شکست داد و خود شروانشاه نیز کشده شد. اسماعیل سراسر شیروان را تسخیر و پایتخت آن را تاراج کرد؛ اما پس از شنیدن خبر لشکرکشی سلطان الوند برای نبرد با او، به مقابله شتافت و در نبرد شرور سپاه او را در هم شکست که تمام سرزمین آذربایجان به دست او داد. اسماعیل با فتح تبریز پایتخت آق‌قویونلوها، دولت صفویه را بنیان گذاشت و مذهب شیعه دوازده‌امامی را دین رسمی حکومت تازه تأسیس خود کرد که تمام سیر حرکت تاریخ آیندهٔ ایران را تحت تأثیر داد.

### تنزل
یکی از مسائل مهمی که پس از بنیان‌گذاری صفویه پیش روی شاه اسماعیل قرار داشت، این بود که چگونه سازمان صوفیان طریقت صفوی را در نظام اداری جاافتاده‌ای که بر پایه سنن ایران اسلامی استوار بود و از روزگار تیموریان به ارث باقی مانده بود، ادغام کند. او تلاش کرد تا به گونه‌ای این عناصر کاملاً نامتجانس را با هم درآمیزد.

## تشکیلات
آرایش قدرت‌های پراکنده و غیرمنسجم محلی در سدهٔ پانزدهم میلادی علاوه بر وضعیت سیاسی جهان آن عصر، پدیده‌های لازم برای نشو و نمو حضور شیوخ صفوی را در عرصهٔ قدرت فراهم ساخته بودند. بخش مهمی از آنچه را که بر بستر اوضاع داخلی زمینه‌ساز قدرت صفویان بود، شیوخ این طایفه برای طراحان و گردانندگان شاه اسماعیل یکم آماده کرده بودند. پناهی سمنانی این زمینه را «سازمان مذهبی صفویه» می‌نامد. در تشکیلات صوفیانه صفوی، ریاست عالیه تحت عنوان پیر یا مرشد، همواره با یکی از افراد خاندان صفوی بود. به تصریح والتر هینتس: «هواره فرزند مرشد پیشین به این سمت انتخاب می‌شد؛ به‌جز شاه اسماعیل یکم که پس از قتل برادرش سلطان علی به این مقام برگزیده شد. این رسم حتی در آن هنگام که جانشین پسر خردسال بود نیز باز رعایت می‌شد.» نظام و مقررات حاکم بر تشکیلات صفوی بر پایهٔ اطاعت بی چون و چرا بود. به قوت نفوذ همین نظام مستحکم بود که برای مثال، هیچگاه مسئلهٔ «جانشینی» موجب کشمکش یا جدایی در آن نشد. تعیین جانشین به وسیلهٔ پیر طریقت در زمان حیات و در موقع مناسب انجام می‌گرفت و ارشد بودن فرزند هم شرط قطعی نبود. جانشین تعیین شده، بر کلیهٔ میراث و مقامات معنوی و دنیوی پدرش دست می‌یافت.

### مرشد کامل
اگرچه فرمانروایان صفوی در درجهٔ نخست با داشتن عنوان «شاه» در رأس قدرت کشور قرار داشتند، مقام «مرشد کامل» دومین پایهٔ قدرت آنان بود. به گفتهٔ راجر سیوری، هیچ شکی وجود ندارد که در نیمهٔ آخر قرن پانزدهم میلادی و پیش از برقراری دولت صفویه، رهبر این طریقت در تبلیغات آن نه صرفاً نمایندهٔ امام غایب، بلکه خود آن بود. مریدان حتی رهبر طریقت را تا آنجا می‌رساندند که مدعی می‌شدند «خداوند» در او حلول کرده است. ادعا شده که مریدان شیخ جنید آشکارا از وی با عنوان «خدا» و از پسرش با عنوان «پسر خدا» یاد می‌کردند و در ستایش وی می‌گفتند: «و هو حی‌القیوم، لا اله الا هو». روایت‌های مختلف نشان می‌دهد که پیروان طریقت صفویه، مرشدان کامل خود را همچون خدا پرستش می‌کردند. این مرشدان کامل رهبر و رئیس طریقت صفویه محسوب می‌شدند و مریدان اطاعت از تمام دستورهای آنها را واجب می‌شمردند.

### خلیفةالخلفا
در رأس سازمان تبلیغات صفویه، مقامی که «خلیفةالخلفا» نامیده می‌شد قرار داشت. ولادیمیر مینورسکی با ظرافت از این مقام با عنوان «دبیر مخصوص امور صوفیه» یاد کرده است. خلیفةالخلفا معاون و نایب شخص مرشد کامل، یعنی رهبر طریقت شناخته می‌شد. از آنجا که صوفیان قزلباش اکثراً ترک یا ترکمان بودند، به تبع آن صاحبِ منصب خلیفةالخلفا نیز ضرورتاً یک قزلباش و معمولاً ترکمان بود. همهٔ صوفیان طریقت دستورهای او را همچون دستورهای مرشدشان اطاعت می‌کردند. رهبران طریقت صفوی (و بعدها پادشاهان صفوی) از طریق خلیفةالخلفا و زیردستان او که پیره نامیده می‌شدند، بر مریدان خود در داخل و خارج از ایران نظارت داشتند و با آنها تماس نزدیک برقرار می‌ساختند. پس از تشکیل دولت، به گفتهٔ مینورسکی: «شاه به وسیله خلیفةالخلفا و صوفیان نه تنها بر نیرویی که بدواً اسلاف او را به قدرت رسانده بود نظارت می‌کرد، بلکه بر تشکیلات وسیع پیروان و تابعان خویش که در سراسر قلمرو حکومت سلاطین عثمانی مسکن داشتند نیز تسلط داشت.» اعتبار منصب خلیفةالخلفا از هنگامی که این منصب بخشی لاینفک از سازمان صوفیان جنبش در مراحل نخستین آن بود، به گونهٔ طبیعی همراه با افول موقعیت سازمان صوفیان، کاهش یافت.

### اهل اختصاص
مسئولیت حفظ توازن نهضت انقلابی صفویه، در اصل به دست گروه کوچک هفت نفره‌ای از مشاوران و فدائیان نزدیک مرشد به نام «اهل اختصاص» بود. به گفتۀ مینورسکی: «وظیفهٔ اهل اختصاص بسیار شبیه گروه کوچکی از افراد بود که لنین توسط آنها نهضت بلشویکی را پیش از انقلاب روسیه اداره می‌کرد و از سال ۱۹۱۹ رسماً دفتر سیاسی پولیتبورو نامیده شد.»

### خلیفه
مقام خلیفةالخلفا به نمایندگی از سوی مرشد کامل، نمایندگان او را در ایالات منصوب می‌کرد. این نمایندگان «خلیفه» نامیده می‌شدند. خلیفه رابط بین مرشد و مریدان بوده است. این رابط بودن، به خصوص برای مناطق دوردستی که مریدان در آنجا سکونت داشتند، اهمیت خاص خود را داشت. تا زمان به قدرت رسیدن موفقیت‌آمیز طریقت با سلطنت شاه اسماعیل، خلیفه‌ها برای ترویج و تعلیم عقاید طریقت صفویه کوشش می‌کردند.

### پیره
خلیفه‌های طریقت صفوی نیز همچون خلیفةالخلفا نایبانی داشتند که «پیره» نامیده می‌شدند و این شخص نیز برای صوفیان به منزلهٔ مرشد کامل بود و همه چنانچه از دستورهای شاه اطاعت می‌کردند، فرمان‌های او را نیز اطاعت می‌کردند.

### مریدان
تمام کسانی عضو طریقت صفویه بودند «مریدان طریقت» محسوب می‌شدند که با نام «صوفی» هم شناخته می‌شدند. این مریدان دو گروه بودند؛ یک دسته که در خارج از اردبیل بودند و به وسیلهٔ خلفا با مرشد کامل ارتباط برقرار می‌کردند و یک دستهٔ دیگر که در اردبیل ساکن بودند و پیروان جدی طریقت محسوب می‌شدند. مطابق سلسلةالنسب صفوی، این مریدان زندگی بسیار زاهدانه و مرتاض مآبانه‌ای داشتند. غذای مریدان مرتاض، حلیم گندم بود؛ اما اکثر ایام را به روزه می‌گذراندند. این مریدان از زمان شیخ صفی‌الدین از علم‌برداشتن و زنبیل گردانیدن که گویا همان رسم دریوزگی درویشان قدیم بوده، منع شده بودند و آن را نوعی بی‌شرمی تلقی می‌کردند و در شأن خود نمی‌دانستند. آنها از تناول خوراک در برخی اوقات نیز منع شده بودند و هر روز از صبح تا ظهر، مطلقاً تکلم نمی‌کردند. تبلیغات و باورهای افراطی که بر روی مریدان طریقت انجام شده بود، موجب شد تا مرشدان آنها در پرتو جانبازی‌ها و دلیری‌های صوفیان به قدرت رسیده و دو قرن بر ایران حاکم شوند و در سایهٔ آن قدرت و استیلای ویرانگر، دستور سربریدن، سوزاندن، کور کردن و نابود ساختن هرکس را که می‌خواستند صادر کرده و مریدان نیز بی چون و چرا آن اجرا کنند.

## تاج قزلباش

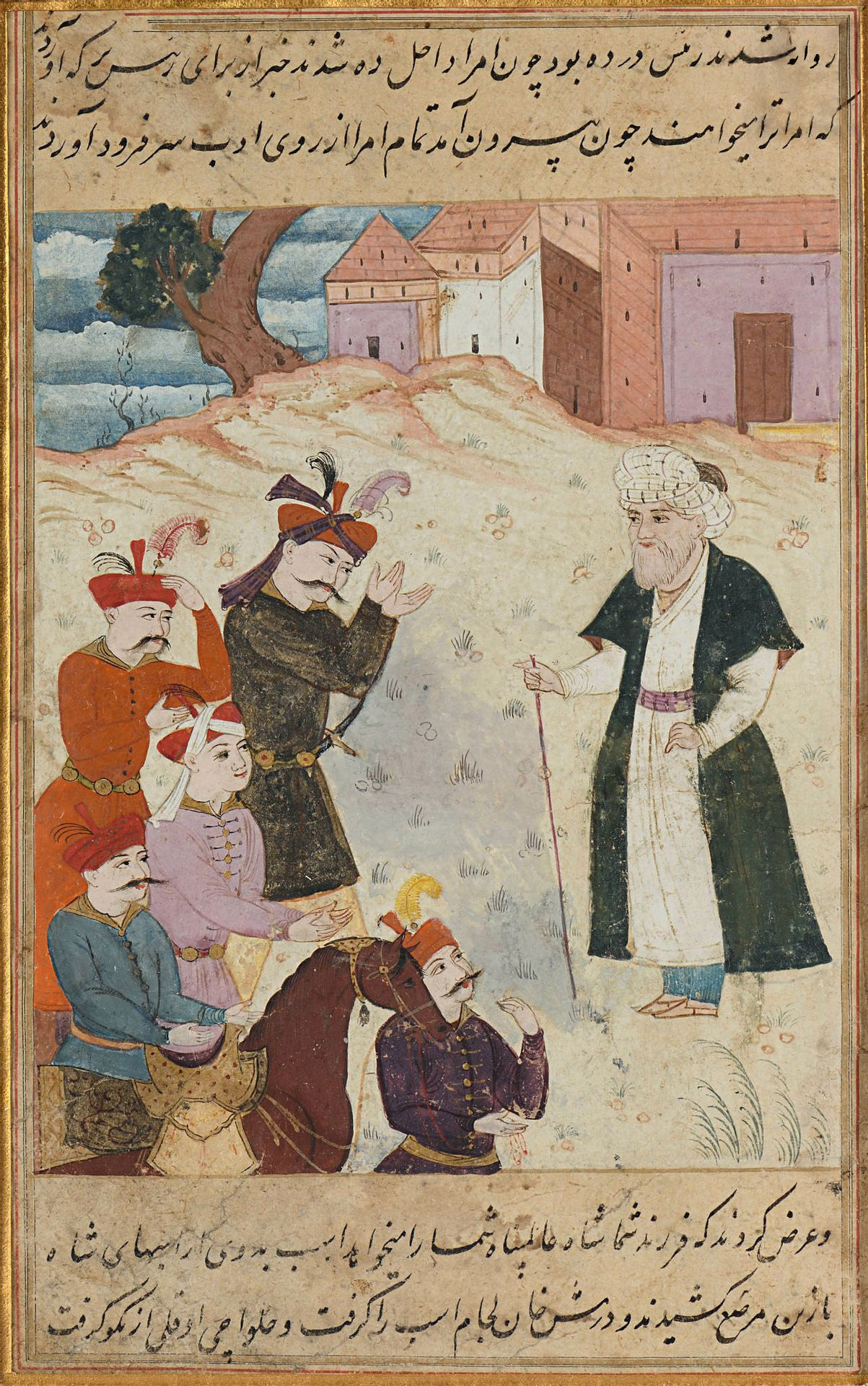
جمعی از قزلباشان با تاج قزلباش

شیخ حیدر چندی پیش از سومین لشکرکشی فاجعه‌بار خود به شیروان در ۱۴۸۸م/۸۹۳ق، کلاه مخصوص قرمزرنگی را که دوازده ترک به مناسبت دوازده امام شیعه داشت و شمایل آن در خواب توسط علی بن ابیطالب به وی الهام شده بوده، برای پیروان خود ابداع کرد. از آن پس این کلاه علامت و مشخصهٔ حامیان دودمان صفوی گشت و سبب شد که عثمانیان به منظور استهزا به آنان لقب قزلباش به معنای «سرخ سر» بدهند. با اینکه عثمانیان این نام را از روی تحقیر به‌کار می‌بردند، ولی از سوی پیروان طریقت همچون نشان افتخاری پذیرفته شد. از آنجایی که نخستین‌بار شیخ حیدر استفاده از این کلاه را برای مریدان خود معمول ساخت، با نام «کلاه حیدری» هم شناخته می‌شود. مطابق کتاب جهانگشای خاقان، وقتی حیدر تاج صوفی را نخستین‌بار به اوزون حسن نشان داد، او آن را بوسید و بر سر گذاشت؛ اما پسرش یعقوب به هر روی از پوشیدن آن امتناع ورزید و این مسئله پایهٔ دشمنی میان حیدر و یعقوب را بنا نهاد. مطابق روایت مورخان صفویه، ابداع این تاج به شیخ حیدر نسبت داده شده؛ با این حال، خواجه علی و شاه اسماعیل نیز به عنوان سازنده آن معرفی شده‌اند.

## میراث

قلمرویی که خاندان صفوی پس از دو قرن کوشش، با بهره‌گیری از حمایت‌های مریدان خود و قزلباشان در ایران به‌دست آوردند.

به گفتۀ راجر سیوری: «[پس از تسخیر تبریز پایتخت آق‌قویونلوها به دست شاه اسماعیل] انقلاب صفویه پس از دو قرن تدارک، واقعیتی تحقق یافته بود.» خاندان صفوی و طریقت‌شان سرانجام بر بیشتر ایران زمین چیرگی یافتند و دولت صفویه را تأسیس کردند. سلسلهٔ صفویه طولانی‌ترین سلسلهٔ سلطنتی در تاریخ ایران پس از اسلام بود و شاهان این دودمان تا زمان سرنگونی‌شان به مدت دو قرن بر ایران حکم راندند.